# ترورو (آیووا)
ترورو (به انگلیسی: Truro) شهری در ایالت آیووا کشور ایالات متحده آمریکا است که جمعیت آن در سرشماری سال ۲۰۱۰ میلادی، ۴۸۵ نفر بوده‌است.